# 上马街道 (青岛市)
上马街道是中国山东省青岛市城阳区下辖的一个街道。

## 行政区划
上马街道下辖上马社区、上马村社区、下马哥庄社区、长安社区、北岭社区、郭家庄社区、前程社区、东程社区、北程社区、朝阳社区、王林庄社区、林家社区、侯家社区、葛家屯社区、辛屯社区、东张社区、北张社区、周家庄社区、李仙庄社区、王家庄社区、邱家社区、海东社区、兰家庄社区、刘家社区、西张社区、向阳社区。